# Prinzregent Luitpold (Schiff, 1913)
Die Prinzregent Luitpold, benannt nach dem Prinzregenten Luitpold von Bayern (1821–1912), war ein Großlinienschiff der Kaiser-Klasse der deutschen Kaiserlichen Marine.
Gebaut bei der Germaniawerft in Kiel (Bau-Nr. 167), wurde sie im August 1913 in Dienst gestellt, 1918 in Scapa Flow interniert und am 21. Juni 1919 dort selbstversenkt. 1931 wurde das Wrack gehoben und 1933 verschrottet.

## Technik

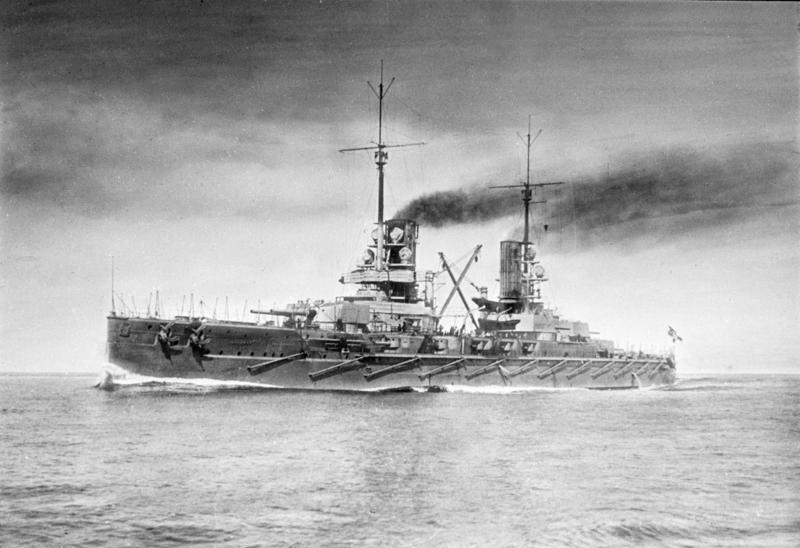
Prinzregent Luitpold vor dem Ersten Weltkrieg

Die Prinzregent Luitpold war das letzte in Dienst gestellte Schiff von insgesamt fünf Einheiten der von 1907 bis 1909 entwickelten Schlachtschiffe der Kaiser-Klasse. Gegenüber ihren Schwesterschiffen wies die Prinzregent Luitpold jedoch eine Besonderheit auf.
Basierend auf einer 1909 erstellten Studie des Reichsmarineamts sollte sie auf Anordnung von Großadmiral von Tirpitz mit einem doppeltwirkenden Dieselmotor anstelle des damals üblichen, auf die Mittelwelle wirkenden Turbinenantriebs ausgerüstet werden.
Vorgesehen war ein 6-Zylinder-Zweitakt-Dieselmotor mit 12.000 PS von MAN Nürnberg (SN 1200/6), der alleine dem Schiff eine Marschgeschwindigkeit von 12,0 kn ermöglicht hätte. Der von der Germaniawerft gebaute Motor gleicher Leistung war für die Mittelwelle des Linienschiffes Kronprinz, später dann für „Ersatz Kaiser Friedrich III.“ bestimmt, wobei dessen Fertigstellung 1917 gestoppt wurde.
Vom Dieselmotor versprach man sich in der Theorie:
- eine schnellere Einsatzbereitschaft, weil kein Dampfdruck mehr vor dem Auslaufen erzeugt werden muss
- einen kleineren Treibstoffverbrauch und damit eine größere Reichweite
- weniger Maschinenpersonal
- eine verringerte Rauchabgabe
- einen kleineren Gesamtraumbedarf durch die wegfallenden Kessel
- niedrigere Herstellungs- und Personalkosten
- sowie einen technischen und damit strategischen Vorsprung gegenüber anderen Nationen

Nachteilig waren dagegen:
- der geringere Wirkungsgrad als bei Dampfturbinen
- die große Bauhöhe der Motoren, was ungünstige Decksdurchbrüche erforderlich gemacht hätte
- mehr Vibrationen als bei einer Turbinenanlage
- und mögliche logistische Probleme durch die unterschiedlichen Brennstoffe

Bei der Indienststellung der Prinzregent Luitpold war der von MAN entwickelte Motor noch nicht zuverlässig einsatzbereit. Folglich konnte der Motor nicht eingebaut werden und der dafür vorgesehene Maschinen- und Kesselraum blieb während der gesamten Betriebszeit der Prinzregent Luitpold leer. Deswegen wurden auch die mittlere Antriebswelle und die Schiffsschraube nicht eingebaut. Der letztlich verbaute Antrieb der Prinzregent Luitpold bestand deshalb nur aus zwei Sätzen Parsons-Turbinen samt zugehörigen Getrieben und 14 Wasserrohrkesseln (anstatt 16 bei den Schwesterschiffen).
Wegen der fehlenden Antriebsleistung des mittleren Motors war die Prinzregent Luitpold das langsamste Schiff ihrer Klasse. Man schaffte es aber, durch größere Schrauben auf den beiden äußeren Wellen dieses Manko zu minimieren (4,0 m Durchmesser gegenüber 3,75 m bei den Schwesterschiffen).
Erst gegen Ende 1917 wurden die Dieselmotoren zuverlässig betriebsfähig, kamen damit jedoch zu spät, um noch eingebaut zu werden.
Die verzögerte Motorenentwicklung hatte auch Auswirkungen auf die Konstruktion der nachfolgenden König-Klasse. Auch hierfür waren zunächst zusätzliche Dieselmotoren vorgesehen, tatsächlich konnten größere Schiffsdiesel aber erst sehr viel später bei den Panzerschiffen der Deutschland-Klasse eingesetzt werden.

## Geschichte

### Einsätze
Nach Indienststellung war die Prinzregent Luitpold im Flottendienst der Hochseeflotte eingesetzt. Bis 1917 war sie Geschwaderflaggschiff im III. Geschwader, ab 14. März 1917 wurde sie von der Friedrich der Große abgelöst, die ihrerseits als Flottenflaggschiff wiederum von der Baden abgelöst worden war.
1916 nahm sie wie alle Schiffe ihrer Klasse (außer der König Albert), an der Skagerrakschlacht teil. Sie blieb dort unbeschädigt, erhielt auch im weiteren Kriegsverlauf keine Gefechtsschäden und erlitt damit auch keine Personalverluste.

### Meuterei von 1917
Anfang August 1917 kam es auf Grund mangelhafter Versorgung der Mannschaftsdienstgrade sowie durch schlechte und teilweise schikanöse Menschenführung durch das Offizierskorps zu Gehorsamsverweigerung und Meuterei auf der Prinzregent Luitpold und dem Schwesterschiff Friedrich der Große. Nach deren Niederschlagung wurden fünf Beteiligte zum Tode verurteilt und zwei von ihnen, Max Reichpietsch und Albin Köbis, hingerichtet, während die anderen begnadigt wurden.

## Verbleib
Nach dem Waffenstillstand im November 1918 wurde die Prinzregent Luitpold mit dem größten Teil der Hochseeflotte in Scapa Flow interniert. Am 21. Juni 1919 wurde sie dort selbstversenkt, da laut Beschluss der Siegermächte die internierten Schiffe nicht wieder freigegeben werden sollten. Im Jahr 1931 wurde sie gehoben und 1933 im schottischen Rosyth abgewrackt.

## Kommandanten
| August 1913 bis Februar 1917   | Kapitän zur See Karl Heuser        |
| Februar 1917 bis Dezember 1918 | Kapitän zur See Karl von Hornhardt |
| Dezember 1918 bis Juni 1919    | Kapitänleutnant Jobst von Reiche   |

## Bekannte Besatzungsangehörige
- Walter Lohmann (1878–1930), während des Ersten Weltkriegs als I. Artillerieoffizier an Bord, ab 1920 Leiter der Seetransportabteilung im Allgemeinen Marineamt des Reichswehrministeriums
- Gerhard Wagner (1898–1987), war von 1961 bis 1962 als Konteradmiral Commander Naval Forces Baltic Approaches (COMNAVBALTAP)